# Kuala Balai
Kuala Balai (malaiisch Mukim Kuala Balai) ist ein Mukim oder Verwaltungsbezirk des Daerah Belait von Brunei. Er hat 31 Einwohner (Stand: Zensus 2016). Der Mukim ist nach dem gleichnamigen Dorf Kampong Kuala Balai benannt.

## Geographie

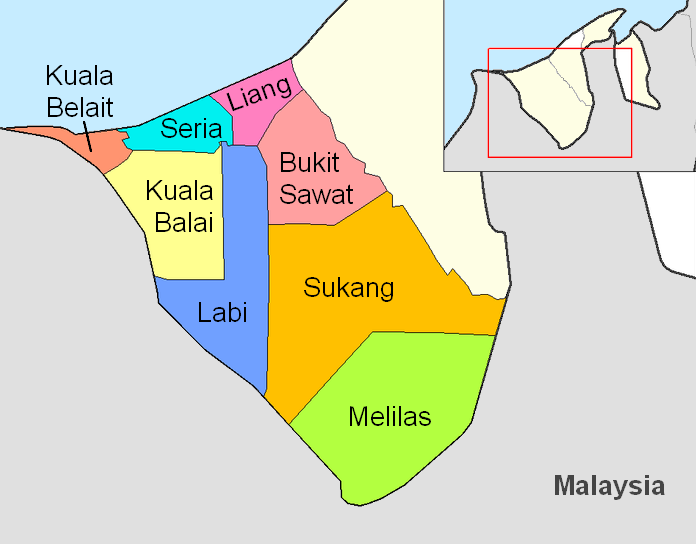
Bezirke in Belait

Kuala Balai liegt im äußersten Westen des Distrikt Belait und grenzt nach Westen an den Bundesstaat Sarawak von Malaysia. Der Verwaltungsbezirk ist, im Gegensatz zu den Mukim an der Küste nur spärlich besiedelt. Die einzige größere Straße führt von Kuala Belait nach Süden in das dichtbewaldete Gebiet zum Dorf Kuala Balai. Nach Norden grenzen die Mukim Seria und Kuala Belait an, nach Osten und Süden wird der Mukim umschlossen vom Mukim Labi.
Der Verwaltungsbezirk liegt im Hinterland von Brunei, wo dichter Tropischer Regenwald vorherrscht.
Bedeutende Flüsse im Bezirk sind Sungai Pejari (auch: Sungai Melinok?), Sungai Mendaram und Sungai Semburu.

## Verwaltungsgliederung
Der Mukim Bukit Sawat besteht aus den Ortschaften:
- Kampong Kuala Balai
- Kampong Mala’as
- Kampong Sungai Damit
- Kampong Sungai Besar
- Kampong Sungai Mendaram

Jede dieser Ortschaften hat einen eigenen Ortsvorstand (ketua kampung).